# Franka Batelić
Franka Batelić, (Fiume, 1992. június 7. –) horvát énekesnő, dalszerző és állatjogi aktivista. Ő képviseli Horvátországot a 2018-as Eurovíziós Dalfesztiválon, Lisszabonban, a Crazy (Őrült) című dalával.

## Élete
Franka Batelić 1991. július 7-én született Fiuméban Ingrid Zustović és Damir Batelić lányaként. Franka egy isztriai halászfaluban Rabacon nőtt fel. Fiútestvére, Nikola gitáros volt a labini "Storm" nevű zenekarban. A kis Franka még 3 éves volt, amikor a Minicantati gyermekkórusban énekelt szólistaként, de énekelt már a rabaci Szent András plébániatemplom kórusában is. A kórussal Franka számos hazai és nemzetközi fesztiválon is részt vett. A "Voci nostre" és a "Dorica" fesztiválon díjakat is nyert a kórussal. Franka részt vett az "Iskrice" és a "Bonofest" fesztiválokon Vukováron. Az iskolai tanulmányai után Franka Bostonba utazott és néhány évet tanult a Berklee Zeneművészeti Főiskolán, később hazautazott Horvátországba és jogot tanulta Zágrábi Egyetemen, később Londonban is tanult angol nyelvet. Tud zongorán és gitáron is játszani. Franka öt nyelven tud folyékonyan beszélni anyanyelve mellett: angolul, olaszul, spanyolul, németül és oroszul.

### 2007: A kezdetek
Franka még 15 éves volt, amikor 2007. december 22-én megnyerte a Showtime című tehetségkutató műsor első szériáját. A győzelem mellett a horvát Hit Records lemezszerződést ajánlott fel Franka számára és az első dalát "Ovaj dan" (Ez egy nap) címmel már a kiadó gondozásában jelent meg 2007. november 14-én.

### 2008–2013: Áttörés, sikerek, közreműködések
2008 májusában megjelent Franka második kislemeze "Ruža u kamenu" (Rózsa a kőben) címmel. Miro Buljan, Boris Đurđević és Neno Ninčević voltak a zeneszerzők és a dalszövegírók. Franka karrierjének a csúcspontja a 12. Horvát Rádiófesztivál volt Abbáziában, ahol Franka díjat nyert pop/rock kategóriában, később ugyanebben az évben Franka Ruža u kamenu című dalával képviselte Horvátországot az OGAE dalversenyen, amit meg is nyert.
2009 januárjában megjelent a harmadik Franka kislemez "Pjesma za kraj" (A dal végéig) címmel. A dal a 2009-es Eurovíziós Dalfesztivál horvátországi selejtezőjében, a Dorában a harmadik helyen végzett 18 ponttal. Az OGAE-ben újra részt vett a Pjesma za krajjal. 2009 decemberében Franka megmutatta tánctudását is partnere Ištvan Varga mellett a "Ples sa zvijezdama" (Tánc a csillagokkal) negyedik szériában, amit Franka és táncpartnere meg is nyert. Megjelent dalai a "Možda volim te" (Talán szeretlek)," Moje najdraže" (A legkedvesebb) ebben az évben jelentek meg. 2010-ben Franka csak egy dalt jelentetett meg "Na tvojim rukama" (Karjaidban) címmel, ami az OGAE-dalversenyen csak a hetedik lett, közreműködött az AliBi nevű zenekarral, amikor a "Cijeli svijet" (Egész világ) című dalukban énekelt. Közreműködött Eric Destler DJ, producerrel két dal erejéig, 2011-ben megjelent az "On fire" (Tűzben), 2012-ben pedig megjelent a második közös daluk "Run" (Futás) címmel. Mindkét dal a Kontor Recordsnál jelent meg.
2011-ben jelent meg a "Crna duga" (Fekete szivárvány) és a "Ne" (Nem) című dal Frankától, 2012-ben jelent meg a "San" (Álom) és a "Pred svima "(Mindenki előtt) című dala. 2013 áprilisában Franka 18 000 ember előtt énekelt és nyitotta meg Beyoncé zágrábi koncertjét a Zagreb Arenában és ekkor jelent meg a "Ljubav je" (A szerelem) című dala, sőt részt vett A nagy Gatsby című orosz-ukrán-amerikai koprodukcióban, ahol csak Ő volt szólista. 2013 után a horvát sajtó nem hallatott semmit Frankáról, mivel félbeszakította a pályafutását.

### 2017. december – 2018. június: A visszatérés és az Eurovíziós Dalfesztivál
2017. november 24-én Franka Batelić közösségi oldalán bejelentette, hogy visszatér az énekléshez és december 4-én megjelentette visszatérő dalát "S tobom" (Veled) címmel, Franka visszatéréséhez az is közrejátszott, hogy az énekesnő édesapja akkor halt meg. A dalt ugyanezen a napon kezdték el játszani a horvát rádiók is, a horvát Narodni Radioban Nives Čanović műsorában Franka élőben is előadta visszatérő dalát. A dalhoz videóklip is készült, amit Sandra Mihaljević és Igor Ivanović rendezett, aztán december 10-én történt meg a klippremier az RTL Televizija "HRtop" című műsorában, ahol a tévénézők is láthatták a klipet. 2018. február 13-án a horvát közszolgálati televízió (HRT) bejelentette, hogy Franka Batelić képviseli Horvátországot a 2018-as Eurovíziós Dalfesztiválon "Crazy" (Őrült) című dalával. A klip előzetese február 26-án, a teljes videóklip március 6-án jelent meg a horvát közszolgálati televízió hírműsorában (Dnevnik HRT) és az énekesnő YouTube csatornáján 19:30-kor.
Az Eurovíziós Dalfesztivál próbáin jól teljesített és a sajtószavazás alapján az első próbán a harmadik, a második próbán a hetedik lett. Az első elődöntőben Franka tizenkettedikként lépett fel. A dalfesztivál egyik magyar kommentátora, a 2016-ban Magyarországot képviselő Freddie Alicia Keyshez hasonlította a horvát énekesnőt. Franka nem jutott be a döntőbe, a tizenhetedik helyet szerezte meg az első elődöntőben. Az elődöntő után bejelentette csalódottságát és elkeseredettségét a közösségi oldalán.

### 2018 nyara – jelen: Az Eurovíziós Dalfesztivál után
Egy hónappal az Eurovíziós Dalfesztiválon való szereplés után Franka új dallal jelentkezett, mely a "Kao ti i ja" (Mint te és én) címet viseli. A szöveget szintén Branimir Mihaljević írta, a dalt Nenad Ninčević szerezte. A videóklippet Rovinjban forgatták le Sandra Mihaljević és Igor Ivanović rendezésében. A dalpremier a Narodni Radióban történt meg 2018. június 27-én, de a YouTube-on csak másnap délben jelent meg. Ezt megelőzően Franka megtartotta első koncertjét a dalfesztivált követően Rovinjban. A videóklip premierje azon a héten vasárnap jelent meg az RTL Televizija HRtop című műsorában.
2018. július 7-én Franka Rita Ora előtt lépett fel a poreči Rise Up Fesztiválon. A nyári szünetet követően Frankának megjelent a legújabb dala "Ti mi nosiš sreću" (Szerencsét hozol nekem) címmel 2018 őszén. 2018 decemberében megjelent Franka új lemeze, amely a "S tobom" (Veled) címet viseli. Az album címe a 2017-ben kiadott S tobom című dala után kapta meg a nevet Franka egy évvel ezelőtti nagy visszatérése alkalmával. Olyan dalok is hallhatóak a lemezen, mint a Ti mi nosiš sreću, a Crazy, a Kao ti i ja, a S tobom vagy a Pred svima.

## Magánélete
Franka Batelić nagy állatvédő, állatjogi aktivistaként is ismert Horvátországban, 2009-ben bejelentette, hogy Ő lesz az Állatbarátok kampányának vezetője. Az énekesnő szeret utazni is egy évben több alkalommal is. Franka házasságban él a horvát labdarúgó válogatott VB-ezüstérmes labdarúgójával Vedran Ćorlukával, aki a 2018-as labdarúgó világbajnokság után jelentette be visszavonulását. Az esküvőjüket 2018. július 21-én tartották meg az isztriai Bale településen.

## Diszkográfia

### Nagylemezek
- Franka (2010)
- S tobom (2018)

### Kislemezek
- "Ovaj dan"
- "Ruža u kamenu"
- "Pjesma za kraj"
- "Možda volim te"
- "Moje najdraže"
- "Pred svima"
- "Na tvojim rukama"
- "Cijeli svijet"
- "Crna duga"
- "On Fire"
- "Run"
- "Ne"
- "San"
- "Ljubav je"
- "S tobom"
- "Crazy"
- "Kao ti i ja"
- "Ti mi nosiš sreću"